# جوزف کلفر
جوزف کلفر ({{lang-he|‎؛ زادهٔ ۷ مهٔ ۱۹۴۵) شیمی‌دان اهل اسرائیل است.
وی همچنین برندهٔ جوایزی همچون جایزه اسرائیل شده‌است.